# Ultimate Universe
Ultimate Universe est une série de comics publiée par Panini Comics en France à partir de mai 2012. Elle correspond à l’ensemble des comics publiés aux États-Unis dans l'univers Ultimate Marvel sous les titres Ultimate Comics: All-New Spider-Man, Ultimate Comics: X-Men et Ultimate Comics: The Ultimates. Deux séries annexes, Ultimate Hawkeye (août 2012) et Spider-Men (février 2013) ont déjà été publiées en France. Depuis septembre 2014, la série est rebaptisée Ultimate Universe Now et réunit trois séries : la suite des aventures de Miles Morales aka Spider-Man, celles des Ultimates et enfin le retour des Quatre Fantastiques.
Elle s'est terminé en 2015 avec  l'évènement Secret Wars.

## Arcs narratifs

### Ultimate Universe

#### Qui est Miles Morales ?
Onze mois avant la mort de Spider-Man, un jeune afro-américain du nom de Miles Morales se fait mordre par une araignée contenant la formule Oz et développe les mêmes pouvoirs que Peter Parker, ainsi que la capacité de devenir invisible et d’électrocuter. Miles est choisi au sort pour entrer à la Brooklyn Visions Academy, et essaie de mettre ses pouvoirs au service de la population. Le soir du dernier combat de Peter Parker contre le Bouffon vert, Miles est présent mais hésite à intervenir. Après les funérailles de Peter Parker, il tente de reprendre le flambeau de Spider-Man avec un déguisement acheté en magasin de farces et attrapes. (Spider-Man 1–4)

#### Avis de tempête
- Peu après les funérailles de Peter Parker, Malicia reçoit apparemment la visite de Charles Xavier dans une église. (X-Men 6)

- À Camp Angel, des mutants sont rassemblés sous la garde de militaires et de sentinelles ; parmi eux, Ororo « Tornade » et Piotr « Colossus ». Officiellement, les mutants sont retenus pour être protégés des humains. La situation empire lors de la déclaration télévisée de Valérie Cooper, annonçant sous couvert du gouvernement que les mutants sont le résultat d’expérimentations génétiques. Une insurrection a lieu dans le camp, mais un nouveau modèle de sentinelle Nemrod est mis en place et arrive sur les lieux. (X-Men 9-10)

- Kitty Pryde, Bobby Drake et Johnny Storm se cachent dans les couloirs des Morlocks, puis ils sauvent Malicia des sentinelles. Jimmy Hudson est également retrouvé. À la maison Blanche, Nick Fury observe Vif-Argent essayer de passer un accord avec le Président, pendant que William Stryker Jr. fait des dégâts à Times Square en tuant des mutants. (X-Men 1-6)

#### La République en danger et les Personnes
- Nick Fury doit gérer plusieurs crises, impliquant notamment le club Kratos, les dieux nordiques, la flotte argentine à Montevideo, et les Enfants de demain qui construisent une cité dans le Nord de l’Allemagne. Pendant la bataille, ils détruisent Asgard. Un problème en République d’Asie du Sud-Est (RASE) nécessite l’envoi d’Œil-de-Faucon. (Ultimates 1–2)

- En RASE, Clint Barton apprend qu’un virus et un sérum ayant pour objectif combiné d’empêcher la présence, l’adaptation et l’existence d’un gène X et le développement de nouvelles capacités ont abouti à la création de « Personnes ». Fury lui envoie une équipe de mutants formée de Jean Grey, Derek Morgan, Liz Allen et Hulk. Après un conflit avec les Célestes et les Éternels, Clint obtient le sérum développé en RASE et le rapporte à Nick Fury. (Hawkeye 1–4)

- Deux jours après la chute d’Asgard, Thor infiltre la Cité des Enfants de demain, y libère Captain Britain et apprend que Red Richards est l’instigateur de ce conflit. (Ultimates 3-4)

- Les Personnes contactent la population, invitant les mutants à se rendre à Tu’an pour que la Source « transforme l’imperfection en perfection » et que « les humains deviennent des Célestes ». (X-Men 6)

#### Le Monde
- Une semaine plus tard, Fury est reçu par le Président et Spider-Woman apprend l’existence de Miles Morales. Œil de Faucon rapporte les informations du sérum au Pentagone. Les mutants décidant de se rendre à Tu’an seront considérés comme déserteurs. Sam Wilson est envoyé en éclaireur dans la Cité tandis que Fury essaie de recruter à nouveau Steve Rogers chez les Ultimates. Tony Stark rend une visite au club Kratos. (Ultimates 5-6)

- Pietro a une crise de démence avec sa sœur Wanda, puis retrouve son père, Magneto, dans une grotte. À Tu’an, Jean Grey devient loyale à Xorn. (X-Men 7-8)

#### Le Nouveau Spider-Man
- Miles Morales rencontre Spider-Woman qui l’emmène au Triskélion, où il rencontre Nick Fury et Iron Man et les aide à battre Electro, échappé de sa cellule. Un costume de Spider-Man noir lui est offert. Après un rapide combat contre Omega Red, Miles rencontre à nouveau son oncle Aaron, qui n’est autre que le Rôdeur. Alors que le Scorpion se prépare à croiser le rôdeur, Miles est confronté par la police. L’officier Quaid le laisse partir, se souvenant de Peter Parker et de son aide. Miles reçoit une nouvelle visite de son oncle, qui a attaqué le Scorpion. Il lui propose de faire équipe avec lui pour qu’il découvre l’étendue de ses pouvoirs. Miles accepte après avoir vu Thor et Iron Man décoller du Triskélion. (Spider-Man 5–10)

- À la suite de la création par Mystério d’un portail entre la Terre-616 et notre Terre, Peter Parker se retrouve projeté dans un monde qu’il ne reconnaît pas, où il est mort et Miles Morales a repris le flambeau. Les deux Spider-Men agissent ensemble et parviennent à remettre les choses en ordre, après que Peter a eu l’occasion de parler avec Gwen Stacy et Tante May. (Spider-Men)

- Après une mauvaise rencontre avec le Scorpion, Miles se bat à nouveau contre son oncle, lequel est pris dans l’explosion d’un bus. (Spider-Man 11-12)

#### Deux cités, deux mondes
À Tu’an, Nick Fury, Clint Barton, Samuel Wilson et Monica Chang parlementent avec Xorn et Zorn concernant la Cité des Enfants de demain, laquelle est sous l’attaque de Hulk. Red Richard ayant tué le porte-parole de Tu’an, Zorn se lance à l’attaque contre la Cité, tandis que le Président lance des missiles nucléaires. À New York, le Triskélion et la Tour Stark sont pris de force par application du Protocole Hiver, à la demande des chefs d’état-majors. Tony est blessé et Jane Storm lui annonce que son cancer est revenu. Par vengeance de l’attaque, Red Richard fait exploser une partie de Washington. Le Président et des membres du gouvernement sont tués, et le Secrétaire à l’énergie Howard prête serment pour le remplacer. Au S.H.I.E.L.D., l’agent Flumm des Black Ops est nommé Directeur. Tony Stark est ensuite fait prisonnier et emmené à la Cité, où Thor ramène Jane Storm dans le but de raisonner Red Richards.(Ultimates 7-11)

#### Divisés, nous perdrons
Ce cross-over se déroule sur six épisodes dans chacune des trois séries : X-Men 14-15, Ultimates 13-15 et Spider-Man 13-14. Le seul point commun de cette série : le décor américain. Cette grande nation est au bord de l'effondrement en raison de pulsions indépendantistes de certains. Mais Captain America est revenu et il a déjà pris en main la situation en réunissant les Ultimates et en ramenant le Texas sous l'aile protectrice des USA. Mais les tensions sont encore nombreuses, surtout depuis que la légitimité du nouveau président a été mise en question.

#### Cataclysme
Conclusion des trois séries faisant partie de l'univers Ultimate. Les héros sont confrontés à Galactus, le mangeur de planètes.

## Publication

### États-Unis
En septembre 2011, à la suite de la publication de Post Mortem (Fallout dans la version originale), la série Spider-Man est relancée avec le personnage de Miles Morales. Parallèlement, les séries consacrées respectivement aux X-Men et aux Ultimates changent de dénomination, après respectivement la série Ultimate X et le combat entre les Vengeurs et les Ultimates.
Ces trois séries fournissant une histoire souvent entrelacée, il est décidé en France de publier leur contenu dans une même rubrique.

### France
Panini décide en 2012, par souci de simplification éditoriale et pour le lectorat récent, de compiler deux parutions américaines de chacune des trois séries mentionnées ci-dessus, en parution bimestrielle. Les quelques séries annexes sont alors publiées en tant que hors-série de Ultimate Universe ; Hawkeye (hors-série 1) est consacré au personnage d’Œil de faucon.

### Contenu des magazines Panini

#### Ultimate Universe
| Spider-Man | X-Men | Ultimates |
| --- | --- | --- |
| - « Qui est Miles Morales ? (#1–5) » (UU 1–3) - « Le Nouveau Spider-Man (#1–2) » (UU 3–4) - « Le Retour du Scorpion (#1–5) » (UU 4–6) - « Divisés, nous perdrons » (UU 7) - « Unis, nous vaincrons (#1–4) » (UU 8-9) - « Bien mal acquis... » (UU 10) - « Vénom attaque (#1–4) » (UU 10-11) - « Adieu Spider-Man (#1–6) » (UU 12-13) - « Cataclysme (#8, 12-13) » (UU 14-15) | - « Rien ne change… » (UU 1) - « Mais tout est différent ! » (UU 1) - « Une menace réelle » (UU 2) - « La Parole de Dieu » (UU 2) - « Le Remède miracle » (UU 3) - « Au nom de dieu » (UU 3) - « Le Dieu révélé » (UU 4) - « Faux semblants » (UU 4) - « Avis de tempête » (UU 5) - « Révolution » (UU 5) - « Chaos » (UU 6) - « Le Pécheur » (UU 6) - « Nés libres » (UU 7) - « Divisés, nous perdrons (#1–2) » (UU 7-8) - « Unis, nous vaincrons (#1–3) » (UU 8-9) - « Vers un nouveau monde » (UU 10) - « Reserve X (#1–4) » (UU 10-11) - « Avis de tempête » (UU 11) - « Cataclysme (#7, 9-10) » (UU 14-15) | - « La République en danger (#1–4) » (UU 1–2) - « Le Monde (#1–2) » (UU 3) - « Deux cités, deux mondes (#1–6) » (UU 4–6) - « Divisés, nous perdrons (#1–2) » (UU 7-8) - « Unis, nous vaincrons (#1–3) » (UU 8-9) - « Etat d'alerte » (UU 10) - « Division (#1–6) » (UU 12-13) - « Cataclysme (#1–6, 11, 14-15) » (UU 14-15) |